# Садиба на вулиці Саксаганського, 30
Садиба на вулиці Саксаганського, 30 — комплекс будівель у Голосіївському районі міста Києва на вулиці Саксаганського. Складається з трьох будинків — № 30, № 30-б і № 30-в, які визнані об'єктами культурної спадщини, пам'ятками архітектури та містобудування.

## Історія
Наприкінці XIX століття ділянка, де розташована садиба, належала швейцарській громадянці А. Бонадурер. У 1899—1900 роках за її замовленням архітектор В. Ніколаєв побудував у садибі три житлові будинки у цегляному стилі.

## Опис
Головний будинок (№ 30) стоїть на червоній лінії забудови вулиці, два флігелі (№ 30-б і № 30-в) розташовані у глибині подвір'я.
Головний будинок — чотириповерховий із підвалом, цегляний, пофарбований. Односекційний, майже прямокутний у плані. Перекриття залізобетонні пласкі, дах двосхилий, із бляшаним покриттям. Головний фасад симетричний, має стримане оздоблення у цегляному стилі, типовому для архітектури тих років — фігурне цегляне мурування, рослинний орнамент, ліплені картуші та гірлянди. Площина фасаду вертикально розчленована трьома підвищеними розкріповками, розташованими симетрично, по центральній та бокових осях фасаду. Розкріповки підкреслені лопатками (у лопатках центральної — картуші та гірлянди) і увінчані прямокутними аттиками на стовпах. Лопатки центральної розкріповки на рівні першого—другого поверхів рустовані. На центральній осі розташований парадний вхід із арковим порталом, на лівій осі — проїзд на подвір'я. Вікна прямокутні, їх декорування, яке складається із замкових каменів, аркатурних та зубчастих надвіконних смуг, підвіконних тафель з геометрично-рослинним орнаментом, на різних поверхах відрізняється. Увінчує фасад вінцевий карниз із дрібно-чарунковим ярусним аркатурним фризом. На деяких балконах збереглися оригінальні балконні ґрати з металевих арабесок.
Дворовий фасад головного будинку не має оздоблення, проте на другому—четвертому поверхах по бокових осях розташовані великі лоджії.
У 1990-х роках головний будинок під час капітального ремонту перепланували.

### Флігелі (№30-б і №30-в)
Будинки № № 30-б і № 30-в стоять у глибині подвір'я, один за одним. Обидва чотириповерхові з підвалом, цегляні, прямокутні у плані, мають пласкі перекриття і двосхилі дахи із бляшаним покриттям. Декор фасадів обидвох будинків також дуже подібний, він повторює декор головного будинку, проте значно стриманіший. З елементів декору можна зазначити зубчасті карнизи, що увінчують фасад, зубчасті надвіконні смуги, підвіконні тафлі з орнаментом (лише на будинку № 30-б). Фасади симетричні, із головним входом на центральній осі, подібно до головного будинку розкріповані вертикально. Центральну розкріповку будинку № 30-б увінчує напівциркульний щипець, будинку № 30-в — трикутний.

## Видатні мешканці
У садибі № 30 у 1901—1905 роках мешкав Осип Васильович Баранецький — фізіолог і анатом рослин, професор кафедри ботаніки Київського університету.

## Галерея

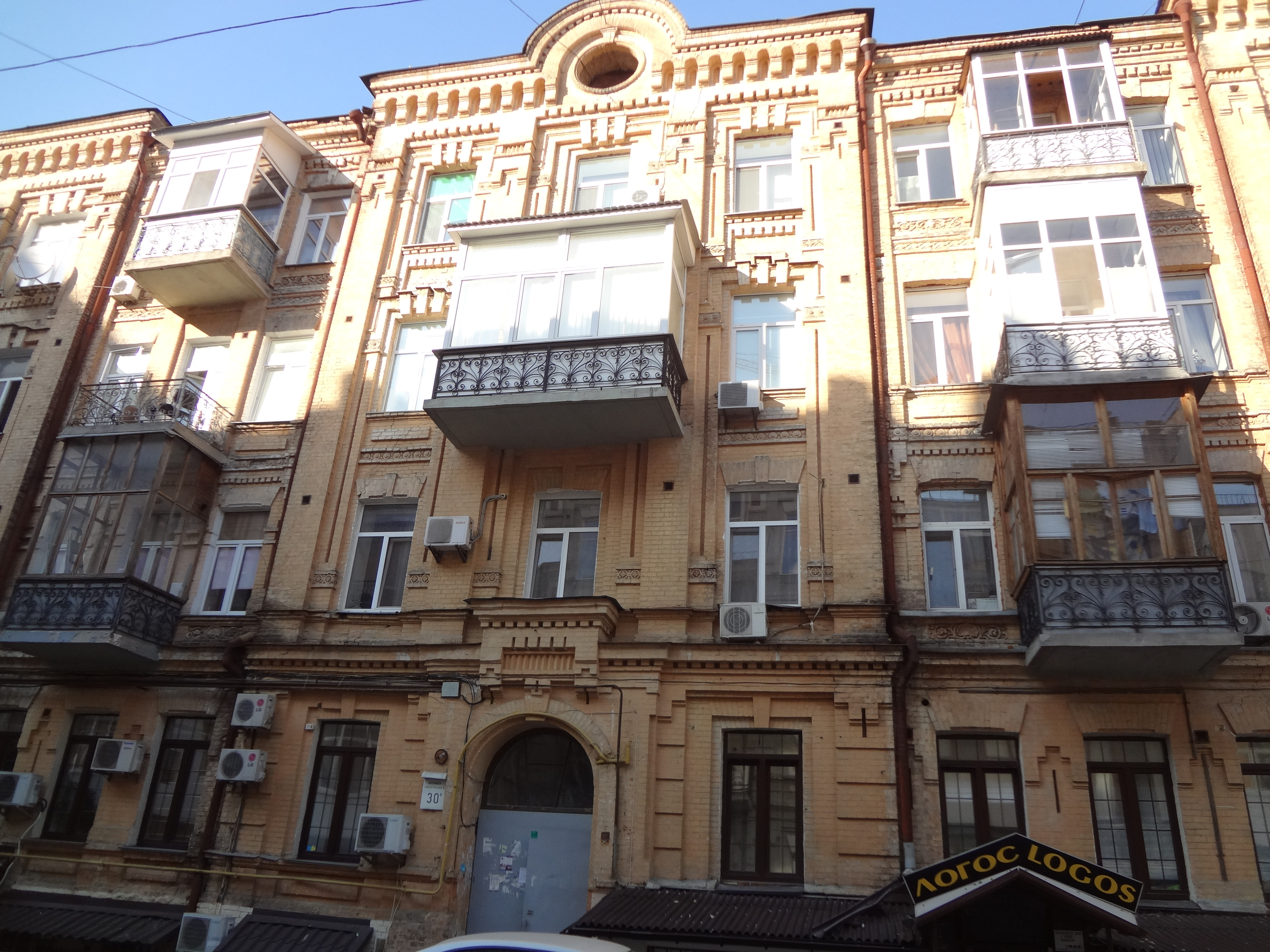
Флігель № 30-б
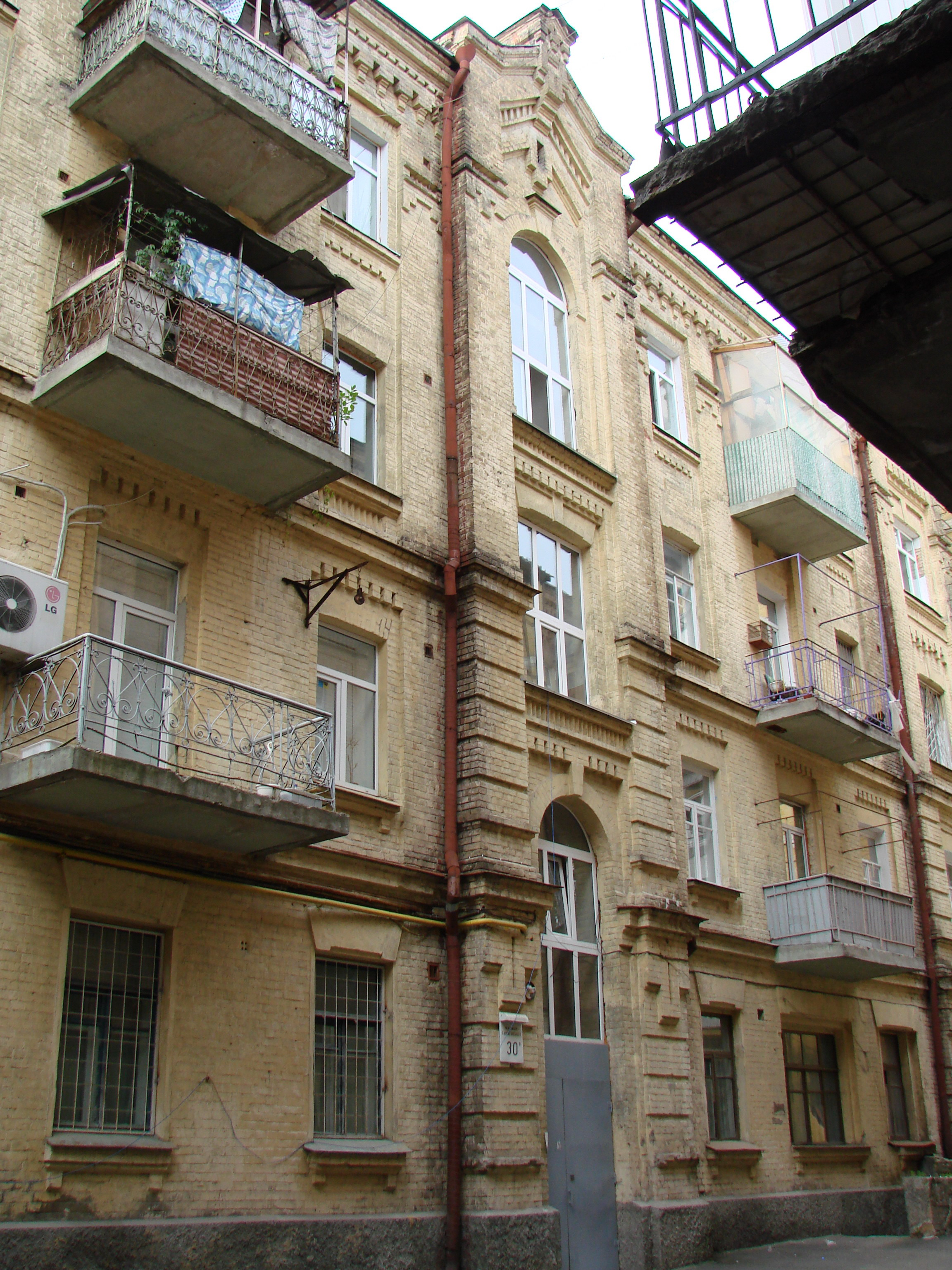
Флігель № 30-в
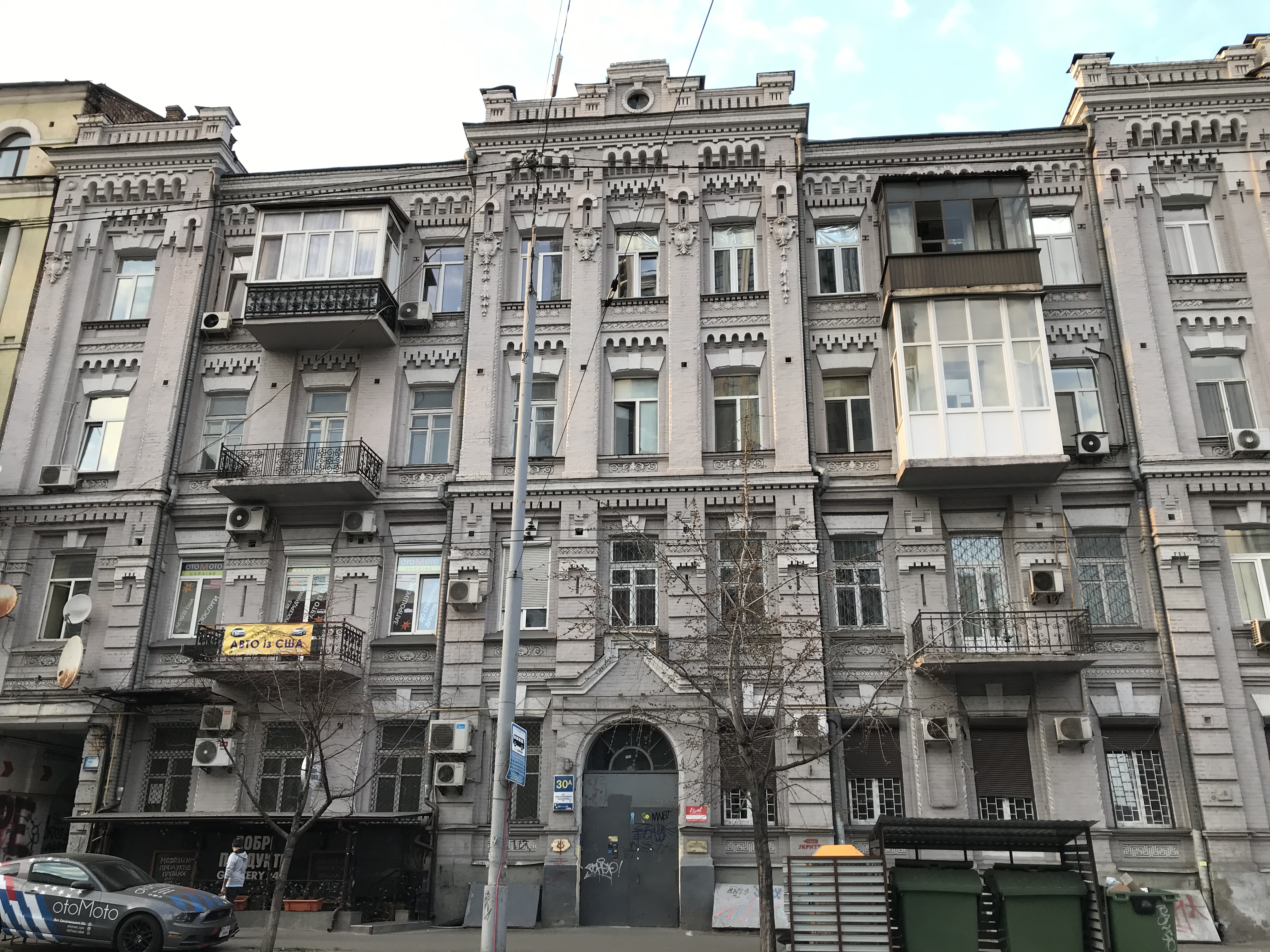